# 베리시

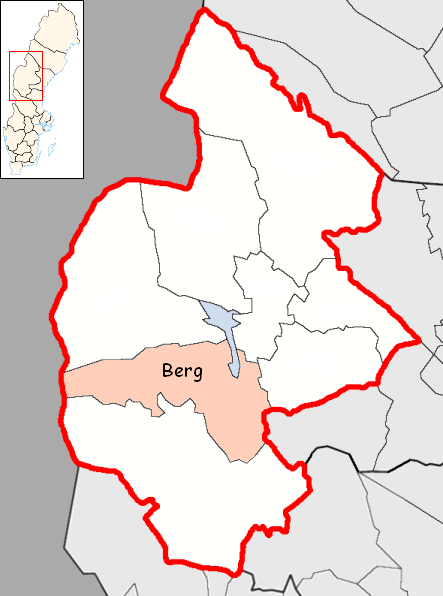
베리 시의 위치

베리시(스웨덴어: Bergs kommun)는 스웨덴 옘틀란드주에 위치한 지방 자치체로 행정 중심지는 스벤스타비크이며 면적은 6,145.45km2, 인구는 7,081명(2016년 12월 31일 기준), 인구 밀도는 1.2명/km2이다.

시 문장